# María Luisa Seco Lumbreras
María Luisa Seco Lumbreras (Madrid, 1 de juny de 1948 - Madrid, 22 d'abril de 1988), va ser una presentadora de televisió espanyola.

## Biografia
Va estudiar Magisteri, que va exercir durant un any i es va desenvolupar professionalment a Iberia.
Enormement popular i volguda durant més de dues dècades entre el públic infantil, va debutar a Televisió Espanyola el 1966, en un programa anomenat Buenas noticias, al costat de Alfredo Amestoy. Posteriorment, entre 1966 i 1967, va intervenir també al programa musical Escala en hi-fi. No obstant això, molt aviat es va especialitzar en programes dedicats als nens, que es van ser succeint un darrere l'altre i que la van convertir en un personatge entranyable i molt recordat per tota una generació de teleespectadors: Biblioteca juvenil (1966-1968), Discoteca joven (1968), Antena infantil (1968-1970), Con vosotros (1970-1974), el mini-espai Zoo loco dins del magazine Todo es posible en domingo (1974) o Un globo, dos globos, tres globos (1974-1978).
Entre 1977 i 1978 es va convertir en Amanda, l'ajudant del Dr. Sanchezstein a El Monstruo de Sanchezstein i un año més tard va ser El Cartero de La Mansión de los Plaff.
El seu últim treball va ser el miniespai diari Hola chicos (1984-1987), títol que evocava la tradicional forma que tenia María Luisa Seco de saludar als seus joves espectadors.
Va escriure diversos llibres infantils, com Don Blanquisucio. Va estar casada, entre 1969 i 1981, amb el periodista Pepe Domingo Castaño.
Va rebre dos TP d'Or a la millor presentadora en 1973 i 1975. Va morir a conseqüència d'un càncer d'ossos el 22 d'abril de 1988. Està enterrada en la tomba de la família Seco Lumbreras, en el cementiri madrileny de Carabanchel Bajo.